# Richard Doll Prize in Epidemiology
Der Richard Doll Prize in Epidemiology ist ein Preis der International Epidemiological Association (IEA) in Epidemiologie. Er wird alle drei Jahre auf dem Weltkongress der IEA verliehen und ist mit 30.000 Dollar dotiert. Er ist nach Richard Doll benannt und wird seit 2008 verliehen.

## Preisträger

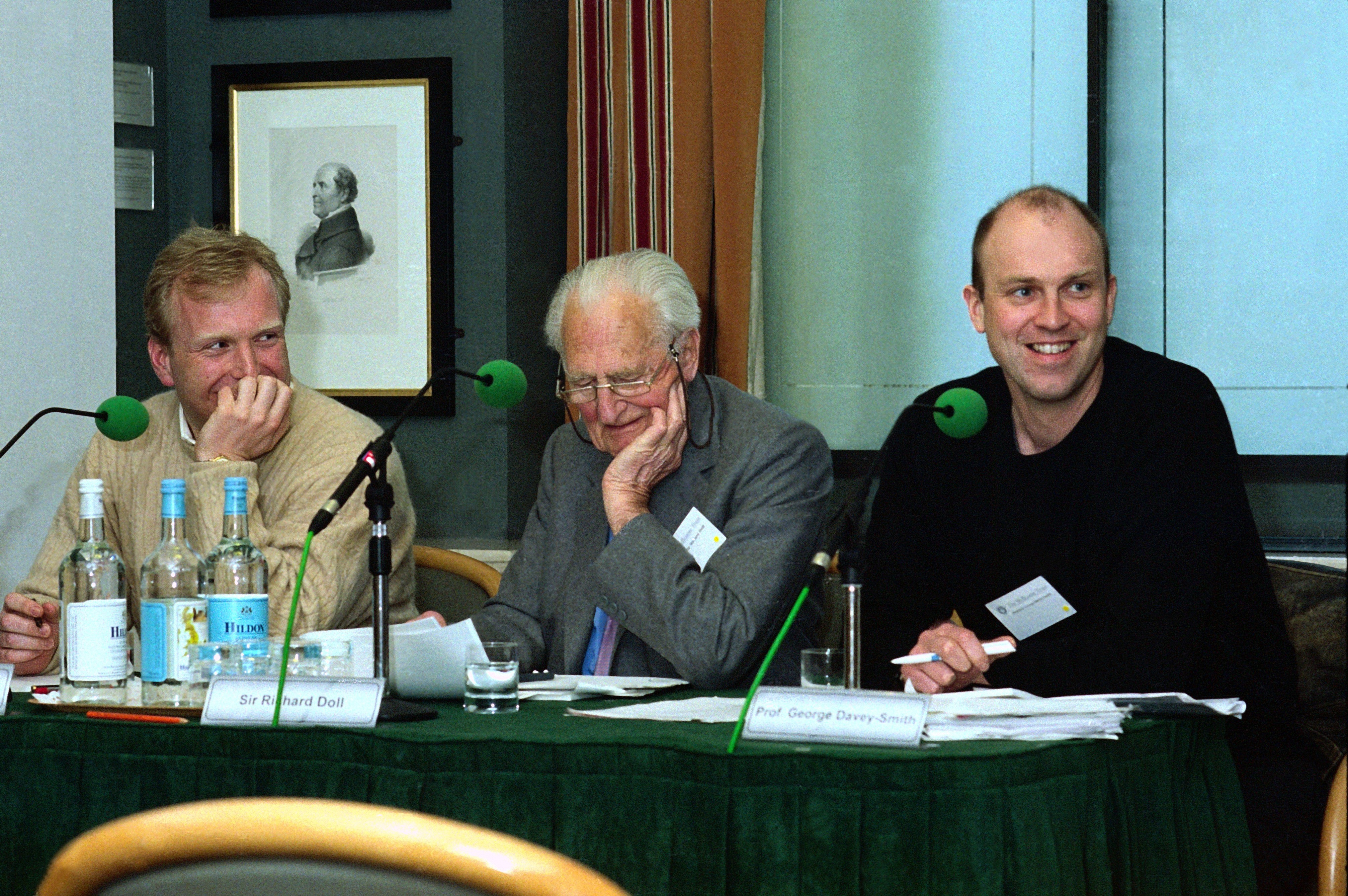
In der Bildmitte Richard Doll, nach dem der Preis benannt ist; rechts George Davey Smith, Preisträger des Jahres 2017 (Foto von 1999)

- 2008 Nubia Muñoz[1]
- 2011 David J. P. Barker[1]
- 2014 Richard Peto[2]
- 2017 George Davey Smith[3]
- 2021 Cesar Victora[4]
- 2024 Deborah Lawlor[5]